# Rubén Berríos
Rubén Ángel Berríos Martínez, född 21 juni 1939, är en puertoricansk politiker. Han är ledare av det Puertoricanska självständighetspartiet. Berríos är hederspresident i Socialistinternationalen.